# Action Directe (скалолазание)

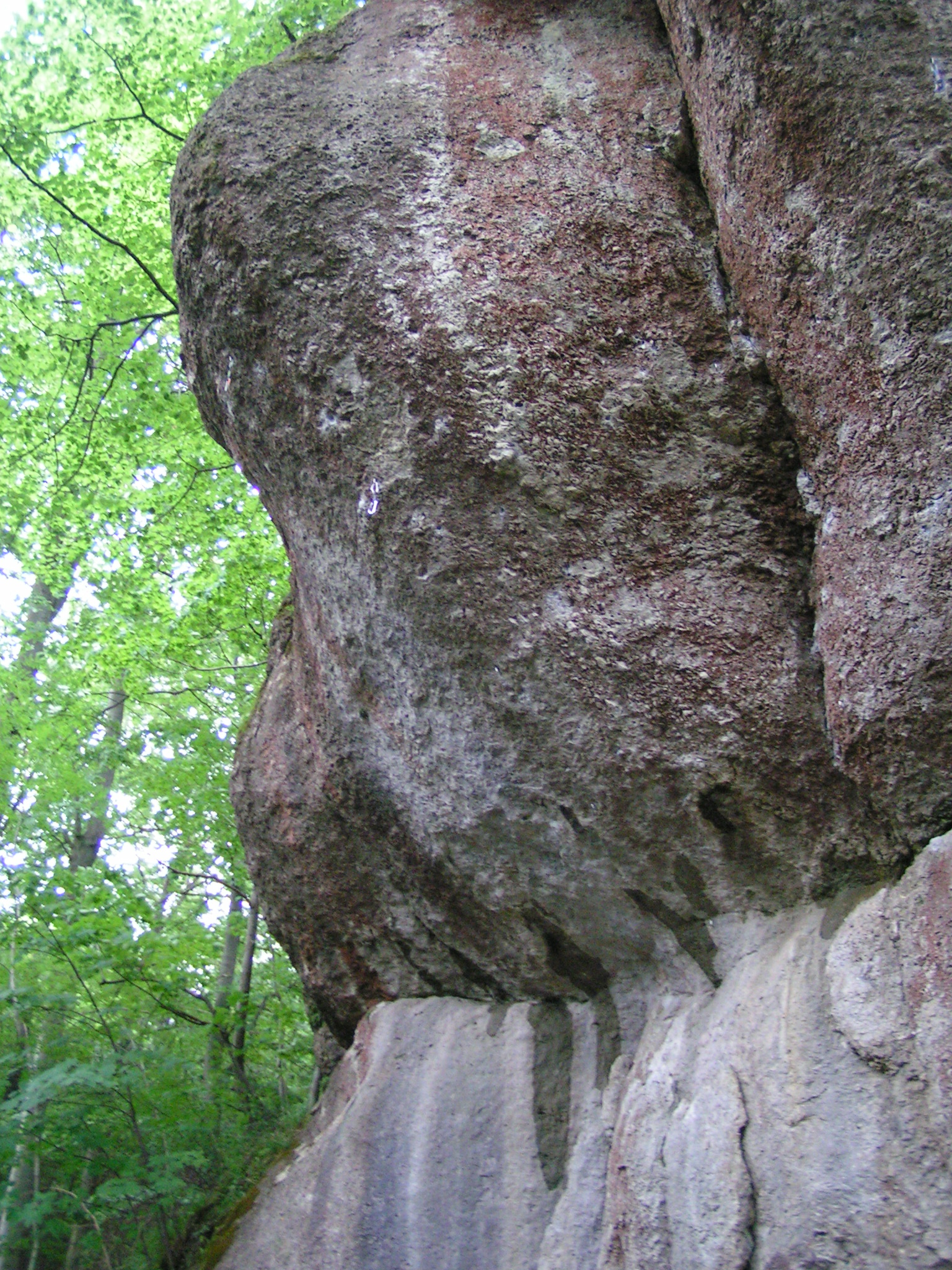
Вид на нависание трасссы Action Directe

Action Directe — скалолазный маршрут высшей категории сложности, расположенный в горном массиве Франконский Альб в Германии. Считается первой в мире трассой категории 9а по французской численной классификации (UIAA XI). Маршрут был впервые пройден свободным лазанием Вольфгангом Гюллихом 16 сентября 1991 года. 
Трасса известна своим уникальным стилем: лазание проходит по большому нависанию с использованием мизеров и отверстий для одного пальца, требующих длинных динамичных движений. Для подготовки к прохождению маршрута Гюллих разработал специальный тренажёр для укрепления пальцев — кампусборд.

## История
Линия была пробита Миланом Сикорой (Milan Sykora) в 1980-х годах. В 1991 году Вольфганг Гюллих совершил первое прохождение маршрута, используя расклад из 16 движений, включающий динамичный старт и прыжок к отверстию для двух пальцев. Позднее были разработаны альтернативные расклады. Например, Даи Каямада (Dai Koyamada) преодолел маршрут, используя всего 11 движений.

## Прохождения маршрута
1. Вольфганг Гюллих, 14 сентября 1991 год.
2. Александр Адлер, 9 сентября 1995 год.
3. Икер Поу, 7 июня 2000 год.
4. Дэйв Грэхем, 21 мая 2001 год.
5. Кристиан Биндхаммер, 14 мая 2003 год.
6. Рич Симпсон, 13 октября 2005 (его прохождение было поставлено под сомнение UKC и многими другими сайтами по скалолазанию [1]).
7. Даи Койамада, 15 октября 2005 год.
8. Маркус Бок, 22 октября 2005 год.
9. Килиан Фишхубер, 25 сентября 2006 год.
10. Адам Ондра, 19 мая 2008 год.
11. Патчи Усобиага, 24 октября 2008 год.
12. Габриэле Морони, 17 апреля 2010 год.
13. Ян Хойер, 22 мая 2010 год.
14. Адам Пустельник, 10 октября 2010 год[2].
15. Феликс Кнауб, 22 октября 2011 год [3].
16. Рустам Гельманов, 26 марта 2012 год.
17. Александр Мегос, 3 мая 2014 (пролез меньше, чем за 2 часа, повторял маршрут неоднократно).[4]
18. Феликс Ноймаркер, 16 мая 2015 год[5].
19. Юлиус Вестфаль, 25 июня 2015 год[6].
20. Стефано Карнати, 14 июня 2016 год.
21. Дэвид Фирненбург, ноябрь 2016 год.
22. Стефан Вогт, 2017 год.
23. Саймон Лоренци, 2017 год.
24. Саид Белхадж, 2018 год (его прохождение было поставлено под сомнение режиссером документального фильма, снимавшего его, и другими скалолазами [7]).
25. Стафан Скарпери, 2 ноября 2018 год.
26. Адриан Чмиала, 5 мая 2019 год.
27. Мелисса Ле Неве, май 2020 год (первая женщина, пролезшая эту трассу).
28. Филипп Гасснер, май 2021 год.
29. Бустер Мартин, октябрь 2022 год
30. Войтек Трожан, апрель 2023 год.
31. Моритц Велт, октябрь 2023 год.
32. Стефано Гизольфи, ноябрь 2023 год.

## Внешние ссылки
- 2nd ascent by Alexander Adler (недоступная ссылка) (недоступная ссылка)
- 3rd ascent by Iker Pou
- 4th ascent by Dave Graham
- 5th ascent by Christhian Bindhammer
- 6th ascent by Rich Simpson Архивная копия от 5 сентября 2015 на Wayback Machine
- 7th ascent by Dai Koyamada Архивная копия от 5 сентября 2015 на Wayback Machine
- 8th ascent by Markus Bock Архивная копия от 5 сентября 2015 на Wayback Machine
- 9th ascent by Kilian Fischhuber Архивная копия от 5 сентября 2015 на Wayback Machine
- 10th ascent by Adam Ondra
- 11th ascent by Patxi Usobiaga
- 16th ascent by Rustam Gelmanov

Интервью
- Rich Simpson interview on Action Directe Архивная копия от 24 сентября 2015 на Wayback Machine
- Dai Koyamada interview on Action Directe Архивная копия от 24 сентября 2015 на Wayback Machine
- Markus Bock interview on Action Directe Архивная копия от 6 сентября 2015 на Wayback Machine
- Kilian Fischhuber interview on Action Directe Архивная копия от 7 сентября 2015 на Wayback Machine
- Jan Hoyer interview on Action Directe (video)